# ザンビア

ザンビア共和国
Republic of Zambia

国の標語：One Zambia, One Nation
（英語：1つのザンビア、1つの国）
国歌：Stand and Sing of Zambia, Proud and Free（英語）
誇りと自由を胸に、ザンビアの歌を

ザンビア共和国（ザンビアきょうわこく）、通称ザンビアは、アフリカ大陸南部に位置する共和制国家。首都はルサカ。かつてはイギリス領北ローデシアであった地域で、独立後もイギリス連邦加盟国であり、公用語は英語である。内陸国であり、コンゴ民主共和国、タンザニア、マラウイ、モザンビーク、ジンバブエ、ナミビア、アンゴラ、ボツワナの8カ国と隣接している。国の人口は1,735万人（2018年：世界銀行）。世界平和度指数ランキング（2018年）では163か国中48位となり、アフリカで最も平和な国の一つとして評価されている。
ザンビアと南隣のジンバブエとの国境に流れるザンベジ川には世界三大瀑布の一つと称されるヴィクトリアの滝があり、アフリカを代表する動物、ゾウ、カバ、キリン、シマウマ、ヌーも多く住み、大自然が残されている。一方で、北部のカッパーベルトには銅鉱山が多数存在し、独立以前から銅の生産を主産業とする大鉱産国である。

## 国名
正式名称は英語で、Republic of Zambia（リパブリック・オブ・ザンビア）。通称、Zambia（ザンビア）。国名は、国の西部から南部を流れるザンベジ川に因んでいる。日本語の表記は、ザンビア共和国。通称はザンビア。かつては北ローデシアと呼ばれていた。

## 歴史

### 独立前
1798年にこの土地に進出していたポルトガルは、1830年代から大西洋岸のアンゴラ植民地とインド洋岸のモザンビークを結ぶべく、内陸のザンビアへの探検を本格化させ、シルヴァ・ポルトのような探検家がこの地を訪れた。他方、19世紀半ばにはイギリスもこの地への関心を深め、1855年にこの地を訪れた探検家にしてキリスト教宣教師であったデイヴィッド・リヴィングストンは「モーシ・オワ・トゥーニャ」の滝をヨーロッパ人として初めて「発見」し、当時のイギリスのヴィクトリア女王の名に因んで「ヴィクトリアの滝」と名付けた。
1880年代に入ってヨーロッパ列強によるアフリカ分割が進むと、アフリカを横断しようとするポルトガルの利害は、カイロからケープタウンまでアフリカを縦断しようとしていたイギリスのそれと真向から衝突した。ボーア人（アフリカーナー）の機先を制してアフリカ内陸部の土地を占有しようとしたセシル・ローズの意向によりイギリスはローデシアからザンベジ川上流とニヤサ湖の間の地域の統治権を確立した後、1889年10月29日に南アフリカ会社を設立した。ローズは、更にアフリカ内陸部への領有意識を拡大し、1890年3月にベチュアナランド警察隊の将校ロシュナーはザンベジ川を渡ってロヅィ族の王レワニカとの間で「ロシュナー協定」を締結した。このロシュナー協定によって1891年までにイギリス南アフリカ会社はレワニカ王の統治権が及んでいたバロツェランド一帯に行政権を及ぼした。また、イギリスは1890年1月11日にポルトガルに対して最後通牒を出し、現在のザンビアとジンバブエとマラウイに相当する地域に展開していたポルトガル軍を撤収させて、現在とジンバブエとザンビアに相当する地域の植民地化を決定的なものとした。この事件はポルトガル本国での共和主義者によるアフリカ内陸部を結ぶ「バラ色地図」計画に失敗した王政への批判を招き、1910年10月5日革命の遠因ともなった。

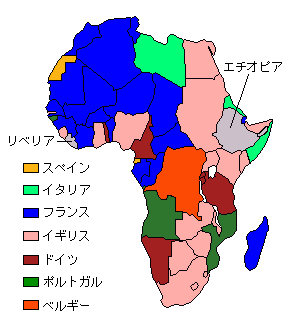
1912年のアフリカ

1898年6月25日に初のヨーロッパ人移民があった後、1900年にバロツェランド・北西ローデシア立法審議会が開かれ、この地はイギリスの保護領となった。在地のレワニカ王はその後も一定の権力を保ち、レワニカ王は1906年にバロツェランドの奴隷制を廃止した。その後20世紀初頭には、ツェツェ蠅が多く、農業に適していなかったこの北ローデシアの地へのヨーロッパ人の入植は進まず、鉄道も建設されなかった。
1924年にイギリスはこの地を北ローデシア保護領として直轄植民地化した。1925年にカタンガの国境付近で銅の大鉱脈（カッパーベルト）が発見されると、それまで開発の進んでいなかった北ローデシアには1929年にローデシア・アングロ・アメリカン社（AAC）とローデシア・セレクション・トラスト社（RST）が銅開発に乗り出し、1930年にはアフリカ人銅山労働者の人数は23,000人に達した。北ローデシアの銅経済は1929年の世界恐慌勃発と1931年11月の銅価格の暴落を乗り切り、その経済的な好調は南ローデシアに居住していた白人入植者の目をこの地に向けることになった。
北ローデシアは、1953年に南ローデシア（現在のジンバブエ）に入植したイギリス系白人主導で、南ローデシア、ニヤサランド（現在のマラウイ）と共にローデシア・ニヤサランド連邦に改編され、連邦初代首相にはハギンスが就任した。1956年に第二代連邦首相に就任したロイ・ウェレンスキーの統治を経てローデシア・ニヤサランド連邦では葉タバコ生産やカリバ水力発電ダムの電力による工業化が急速に進んだが、連邦の経済政策が白人入植者の集中していた南ローデシアを優先する方針を取ったために黒人民族主義者の反発を招いて1963年に崩壊し、翌1964年7月にニヤサランドはバンダ首相の下でマラウイとして独立を達成、北ローデシアも在地のロヅィ族の王ムワナウイナ3世によるバロツェランドの分離独立運動を制した北ローデシア植民地政府首相ケネス・カウンダと統一民族独立党（UNIP）により、1964年10月24日にザンビアとしてイギリスから独立した。そのため、1964年10月10日に開幕した東京オリンピックの大会期間中は北ローデシア代表として参加したが、閉幕日当日の10月24日が国家独立日となったために国名が変更されてザンビア代表となり、閉会式にはザンビア国旗を掲げて入場行進を行ったという逸話が残る。

### 独立後
独立直後に国際連合に加盟したザンビアは、国連の経済制裁決議に従ってアパルトヘイトを敷いていた南アフリカ共和国との経済関係を断ち、さらに1965年にローデシアがイアン・スミス首相の下で一方的独立宣言を行うと、対ローデシア経済封鎖にも加わった。両国に大きく経済的に依存していたザンビア経済は大打撃を受け、さらに内陸国であったザンビアはそれまで行っていたローデシア鉄道を用いた銅輸出への道を絶たれた。1969年8月にカウンダ政権は外資系銅企業の国有化政策を進め、1970年7月にはタンザニア、中華人民共和国の援助でローデシアを経由しない銅輸出のためのタンザン鉄道の建設が調印された。また、1970年2月にカウンダは国内の部族主義を克服するため、統一民族独立党（UNIP）による一党制を樹立した。
1973年にカウンダはローデシアとの国境を完全に封鎖し、さらに銅企業の国有化政策を推進した。外交面でカウンダはポルトガルからの独立を目指すモザンビーク解放戦線（FRELIMO）やアンゴラ国民解放戦線（FNLA）を支援しており、1974年4月25日にポルトガルでカーネーション革命が勃発し、エスタード・ノーヴォ体制が崩壊すると、9月にFRELIMOとポルトガル新政府を仲介してルサカ合意を実現させた。西の隣国アンゴラの独立に際しては、1975年11月のアンゴラ解放人民運動（MPLA）主導での独立達成当初は中立を表明したが、翌1976年4月にMPLA政権を承認した。一方で、イギリス連邦の枠の中には残った。1979年には首都ルサカでイギリス連邦の首脳会議（コモンウェルス首脳会議）が開催されている。
ザンビアは独立以来一貫して銅に依存した経済構造を有しており、独立直後の国家収入の1/3、輸出品の90%が銅に関連したものであった。政府主導での農業部門の拡大による経済の多角化が唱えられながらも小農の形成は進まなかった。このような経済構造が災いして、1970年代後半の銅価格低迷はザンビアの経済に大打撃を与え、1980年代のザンビアは経済的に低迷し続けた。1982年、AAC とRST が合併して Zambia Consolidated Copper Mines Limited（ZCCM）となった。国民は銅価格の低下に起因するザンビア経済の凋落に不満を示した。1986年12月には暴動が発生、1989年にはカウンダの与党統一民族独立党（UNIP）一党制に対して公然と複数政党制を要求する声が挙がり、1990年6月の暴動を経て同1990年7月20日には複数政党制民主主義運動（MMD）が結成された。1991年に複数政党制を導入した選挙で与党UNIPはフレデリック・チルバ率いる複数政党制民主主義運動（MMD）に敗れ、カウンダ政権は終焉した。
新たに就任したチルバ大統領は経済の自由化を進め、ZCCMを1997年から2000年にかけて8つの事業へ段階的に民営化するなどの改革を行ったが経済は好転せず、汚職が恒常化しクーデターが試みられるなど政治は不安定化した。
2002年にMMDからレヴィー・ムワナワサが大統領に就任した。ムワナワサ大統領は2006年の大統領選挙でザンビアへの経済進出著しい中国と中国人の排斥を唱えた野党・愛国戦線のマイケル・サタ候補を制した。
その後ムワナワサ大統領は任期中の2008年に死去し、その後の大統領選でMMDのルピヤ・バンダ大統領代行が当選した。2011年の大統領選には当時の現職のバンダ大統領代行を破ったマイケル・サタ候補が当選し、政権交代が起きたものの、サタ大統領もまた任期中の2014年10月28日に英国ロンドンで死去した。副大統領で白人のガイ・スコットが暫定大統領に就任したのち、与党・愛国戦線のエドガー・ルングが、選挙を経て2015年1月25日に第6代大統領に就任した。
2020年、ザンビア政府は同年10月14日に支払期限を迎える外貨建て国債の利払いについて、債権者との間で翌年へ延期するよう協議を行っていたがまとまらず、2020年11月13日に事実上、債務不履行状態に陥った。
こうした経済悪化と中国依存への不満から、2021年の大統領選挙でルングは敗れ、野党である国家開発統一党の党首ハカインデ・ヒチレマの当選が2021年8月16日に同国選挙管理委員会から発表された。

## 政治
ザンビアは共和制、大統領制をとる立憲国家で、現行憲法は1991年8月24日に公布（1996年改正）されたものである。
国家元首である大統領は、国民の直接選挙により選出される。任期は5年。1996年の憲法改正により3選禁止事項が盛り込まれた。閣僚は大統領が国民議会議員の中から任命する。首相職は1991年8月31日に廃止された。
立法府は一院制で、正式名称は国民議会。定数は158議席で、うち150議席は国民の直接選挙により選出され、8議席は大統領による任命制である。議員の任期は5年である。
1991年からザンビアは複数政党制が認められている。2018年時点の与党は革新政党である愛国戦線（PF）であり、最大野党は自由主義政党の国家開発統一党（UPND）である。前与党の複数政党制民主主義運動（MMD）は2016年の選挙で大敗し小政党に転落している。旧一党支配政党の統一民族独立党（UNIP）は存在はしているものの、議席は獲得できていない。

## 国際関係

### 中華人民共和国との関係
ザンビアは1964年の独立以来中華人民共和国とは経済的にも軍事的にも友好関係にあり、ザンビア中部からタンザニアのダルエスサラームまでのタンザン鉄道を建設したのも中国であった。
しかし、1998年に起きた銅鉱山を買い取った中国人による労働組合設立の弾圧や、2006年の中国人の賃金未払いによる労働者デモで中国人監督が労働者に発砲した事件などでザンビア国民の対中感情は悪くなってきている。2006年秋の大統領選に出馬した野党愛国戦線のマイケル・サタ党首は中国追放論を主張した。結果は敗れたものの、28%の支持を得た。首都のルサカでは選挙を争った前大統領レヴィー・ムワナワサの3倍の票を得た。
しかし中国はその後も一帯一路政策を背景にザンビアへの企業進出や融資を拡大している。中国の融資による公共事業は2002年以降で72件99億ドルに達する（米国ジョンズ・ホプキンス大学集計）が、大半は中国企業の受注を条件とする「ひも付き」である。ザンビア政府が公表した2020年末時点の対外債務127億ドルのうち中国関連は30億ドル程度見られるが、非公表案件を含めるとさらに多い可能性があり、ザンビアは「債務の罠」に陥りつつあると指摘されている。

### 日本との関係
日本はこのザンビアの援助に力を入れており、経済協力は年間5,200万ドル（約57億円、2001年）に及ぶ。この額は日本の対アフリカ援助で3番目となっている。
- 在留日本人数 - 202人（2024年10月時点）[30]
- 在日ザンビア人数 - 253人（2024年12月時点）<日本国法務省>

## 地方行政区分

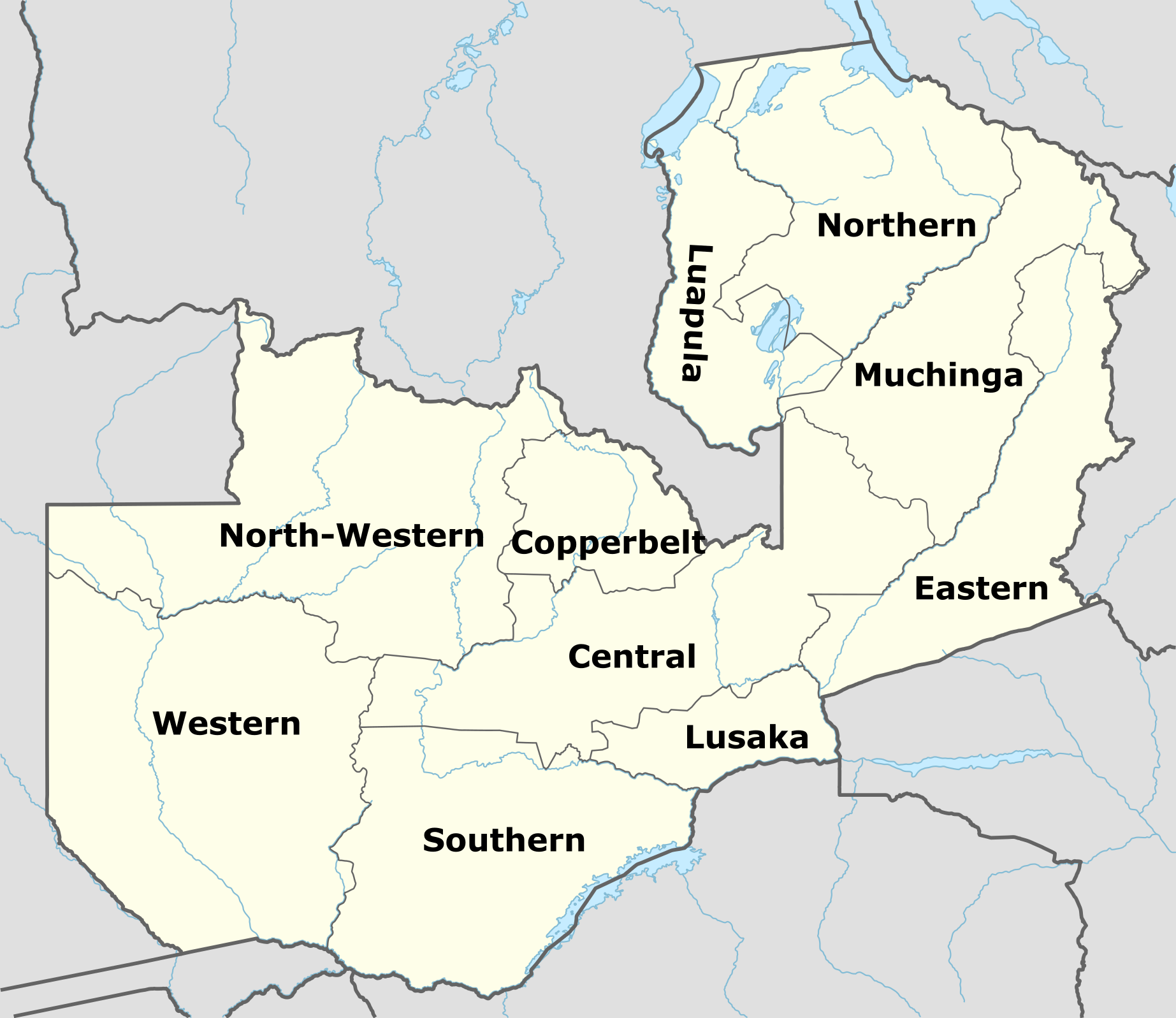
ザンビアの州

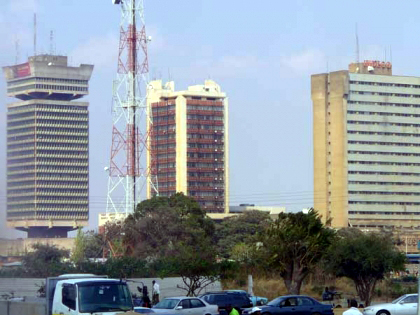
首都ルサカ

ザンビアは10つの州(Province)から構成されている。
1. 中央州（Central）
2. カッパーベルト州（Copperbelt）
3. 東部州（Eastern）
4. ルアプラ州（Luapula）
5. ルサカ州（Lusaka）
6. 北部州（Northern）
7. 北西州（North-Western）
8. 南部州（Southern）
9. 西部州（Western）
10. ムチンガ州（Muchinga）

### 主要都市
ザンビア最大の都市は首都のルサカであり、国土のほぼ中央に位置する。ザンビアで最も都市化が進んでいる地域は北部のカッパーベルト州であり、北から順にチリラボンブウェ、チンゴラ、ムフリラ、キトウェ、ンドラ、ルアンシャと、30㎞から40㎞ほどの間隔をあけて10万人から30万人規模の都市が6つ並んでいる。これらの都市はンドラを除きいずれも大規模な鉱山を擁している。ルアンシャとルサカの間には、やはり大規模な鉱山で知られるカブウェ市が存在する。このカッパーベルトからルサカにかけての国土中央部に大都市は集中しており、その他にはマラウイと国境の街である国土東端のチパタや、国土南端のジンバブエとの国境にある交通の要衝で、ヴィクトリアの滝観光の拠点ともなっているリヴィングストンなどが存在する程度である。

## 地理

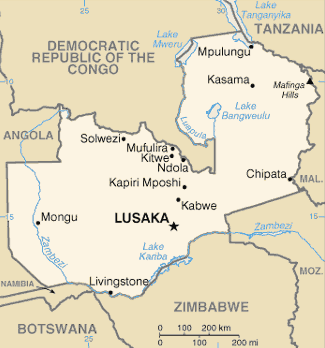
ザンビアの地理。コンゴ共和国が入り込んでいる部分はCongo Pedicleと呼ばれる。

ザンビアは南部アフリカの内陸国であり、国土の大部分が高原でいくつかの河川が谷を刻んでいる。南部にザンベジ盆地を擁する。国名の由来ともなっているザンベジ川はザンビア北部に端を発し、いったんアンゴラを通ったのち再びザンビアへと入って、西部州を北から南へと抜ける。国土南端で向きを東へと変えると、以後はザンビア南端を東流しながらナミビア、ボツワナ、ジンバブエとの国境を形成し、モザンビークへと抜ける。ヴィクトリアの滝（落差108m）はジンバブエとの国境に位置し、リヴィングストンはこの滝に近い観光拠点である。国土中部を流れるカフエ川や東部を流れるルアングワ川などザンビア国内の水系の大部分はザンベジ川へと流れ込むが、北部の河川の一部はコンゴ川へと流れ込むものもある。最北部のタンガニーカ湖はタンザニアとの国境で、南東端にカランボ川が流入し、カランボ滝はアフリカ第2位の落差（235m）を誇る。

### 気候

ザンビアのケッペン気候図。黄緑及び緑色が温帯夏雨気候、オレンジ色がステップ気候、水色がサバナ気候である。

高地にあるため国土の大部分が温帯夏雨気候（Cw）で、しのぎやすい。年降水量は500-1,500mm。首都ルサカ（標高約1,200m）では1月の平均気温は21℃、7月の平均気温は16℃である。乾季は5月-8月であり、12月-4月は雨季である。国土南端部は降水量が少なくステップ気候となっており、また西部や東部の一部はサバナ気候となっている。

## 経済
開発途上国の一つであり、毎年3%〜7%と安定した経済成長を続けている。市場経済を志向した改革を進めており、1994年にはルサカ証券取引所が開設されている。
社会主義体制をとっていたため、現在も国内総生産（GDP）に占める割合は政府や公共事業部門が非常に大きい。対外債務の増加と汚職が経済成長の阻害要因となっている。国債の償還に要するため、通貨ザンビア・クワチャは数十年の間インフレーションを続けている。
2020年11月13日、ザンビア政府はドル建て国債の利払いができずに債務不履行状態となった。これは新型コロナウイルス感染症が世界的に拡大後、アフリカ初の債務不履行国となったことを意味する。対外債務は128億ドルに達しており、2023年までにフランスなどの債権国は63億ドル分の債務について返済条件見直しを受け入れた。

### 鉱業・エネルギー
ザンビア経済の主力は鉱業であり、世界第7位の産出量があり総輸出額の約74.3％（2013年）を占める銅の輸出に頼る典型的な単一輸出経済である。20世紀初頭の英領北ローデシア時代に北部で銅山が発見されて以降、銅鉱業はこの地の主力産業であり続け、特に銅山の密集する地域はカッパーベルト州と名付けられるほど銅に依存していた。しかし独立後、1969年に銅山の国有化が行われて以降は生産の不振が続き、1970年代後半から1980年代にかけては銅価格の落ち込みに伴ってザンビア経済そのものが悪化した。民主化後、銅価格の上昇に伴って再び経済が成長しつつあるが、銅輸出に過度に頼る経済構造に変化はない。このほか、世界第6位の産出量があるコバルトも重要である。
電力は、世界最大のダム湖を持つカリバダムによる水力発電で支えられており、2012年の発電量119億kwhのうち水力発電の割合は99.6%を占める。

### 農業
第一次産業人口が55.8%(2012年）を占めるにもかかわらず、かつては食糧をしばしば輸入に頼っていたが、2000年代後半から急速に食糧生産が増大し、食料自給率が150%を上回る、アフリカでは希少な農業大国となった。この要因として、まず1995年に新土地法が施行されたことが挙げられる。この新土地法は土地私有こそ認めなかったものの、99年間の土地リース権が認められたため事実上は土地私有が可能になり、また外国人にもこの土地リース権が認められるようになった。その後、2000年ごろに南隣のジンバブエで白人土地農園の強制収用が起こった際、ザンビアは250人ほどの農家を受け入れ、政府が農地を提供して支援した結果、かつて世界有数の単収を誇ったジンバブエ農業のノウハウがそのまま移転し、白人大農園の主に生産する小麦や、黒人小農が主に生産する主食のトウモロコシを中心としてザンビアの穀物生産量は急伸した。また海外からの農業投資も盛んである。
畜産も盛んで、Zambeef社は他のアフリカ諸国を含めて肉牛飼育や養豚、養鶏と酪農、食肉・皮革加工、穀物栽培を手掛けている。

ザンビアからインド洋へ抜けるタンザン鉄道

## 交通
鉄道は国土中央部を南北に貫き、北のコンゴ民主共和国からキトウェ、カピリムポシ、ルサカを通ってリヴィングストンでジンバブエへと抜けるザンビア鉄道と、カピリムポシから北東へ伸び、タンザニアのダルエスサラームへと抜けるタンザン鉄道（TAZARA）の2つの鉄道会社によって運営されている。ザンビア鉄道は1905年に開通し、カッパーベルトの銅を輸送する大動脈となってきたが、1964年の独立後に南のローデシアとの関係が悪化し、銅の輸送が滞るようになったため、新たな輸出ルートとしてタンザン鉄道が計画され、1976年に開通した。旅客輸送も行われているものの、どちらの鉄道も主力は貨物輸送であり、なかでも銅の輸送の占める割合が非常に高い。
ザンベジ川上にあるボツワナとのわずか数百mの国境にはカズングラ・フェリーが運航し両国を結んでいるが、これに代わるカズングラ橋の建設が決定し2014年に着工した。北東部にあるタンガニーカ湖にはフェリーが就航しており、ムプルング港からタンザニアやコンゴ民主共和国、ブルンジへの水運が存在するが、貨物取扱量は少量にとどまっている。
自動車道路は左側通行を採用する。

## 国民

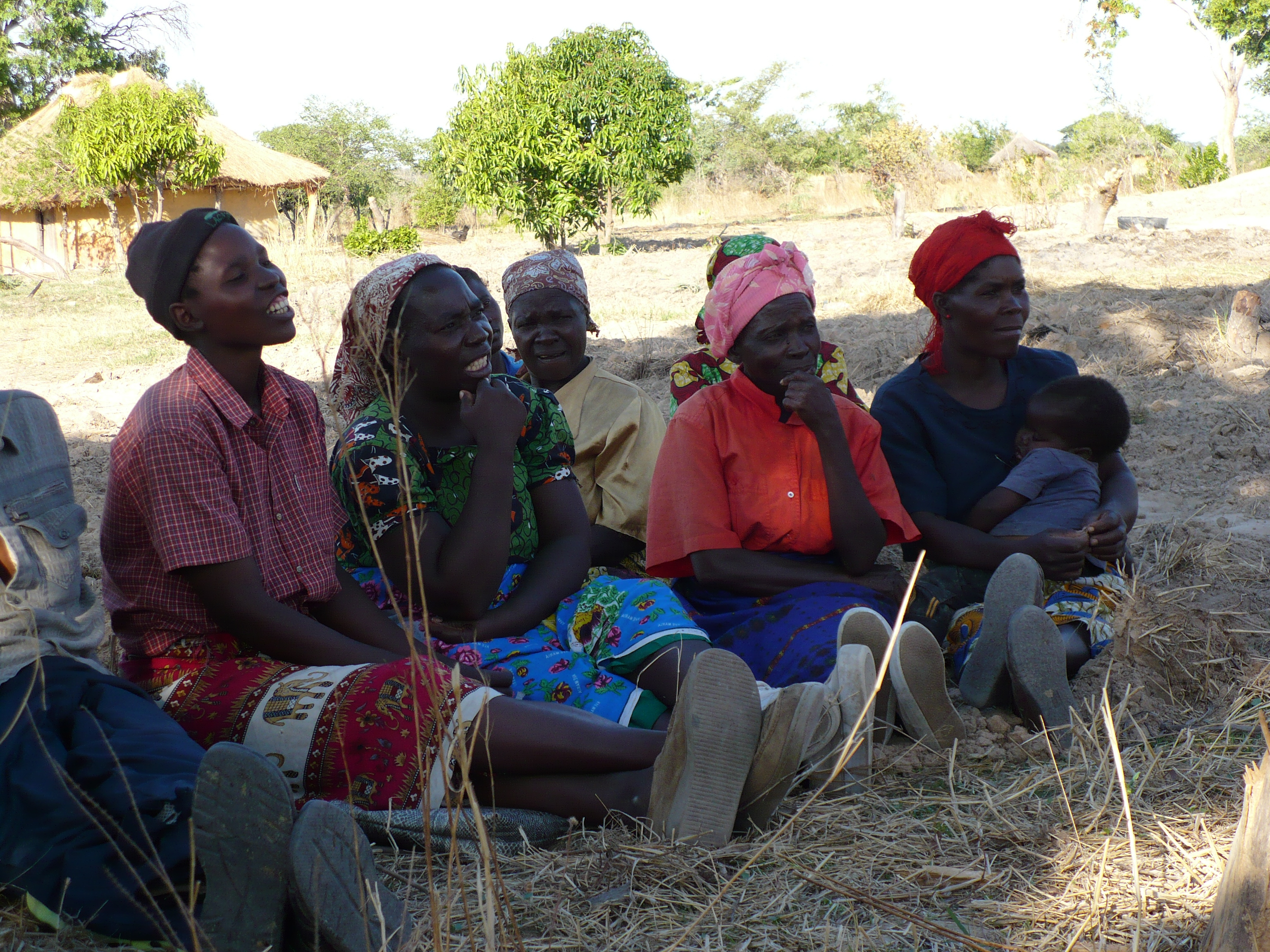
農村の女性たち

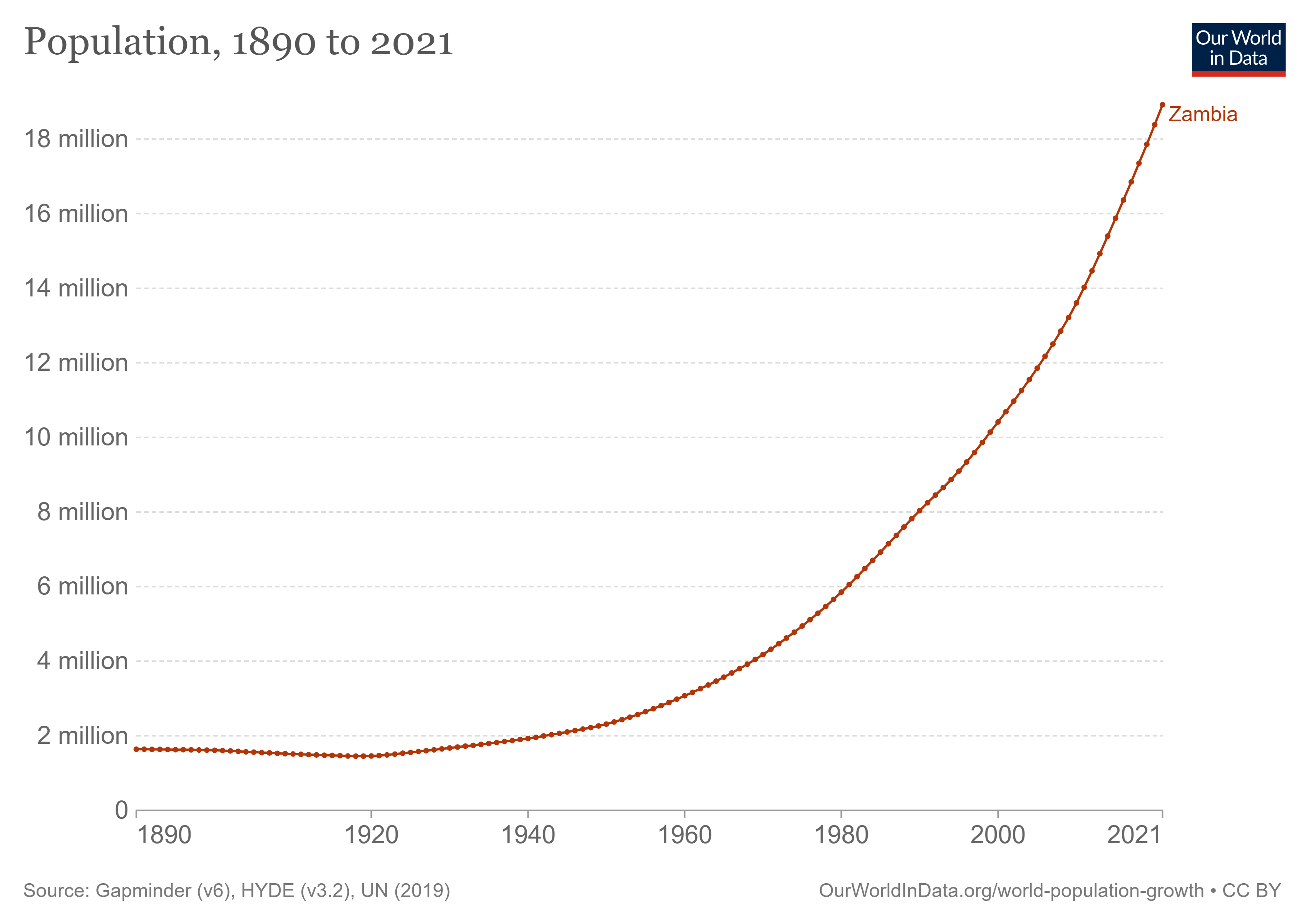
1961年から2003年までの人口動態グラフ

### 民族
住民は、バントゥー系民族のトンガ人、ニャンジャ・チェワ人、ロジ人、ベンバ人、チェワ人、トゥンブカ人、ンゴニ人、カオンデ人、ルンダ人、ルバレ人、ララ人（英: Lala）、ムワンガ族などが全体の99.5%を構成する。その他にもヨーロッパ人やアジア人、アメリカ人が0.5%ほど存在する。

### 言語

ザンビア各州で最も使用される言語
ベンバ語
チェワ語
ロジ語
ルンダ語
ニャンジャ語
トンガ語

公用語は英語であり、その他に各民族の言葉（ベンバ語、トンガ語、ニャンジャ語、ムワンガ語など）が用いられる。各民族語のうち最も使用されるのはカッパーベルトなどの北部で主に使用されるベンバ語（33.4%、2010年推計、以下同じ）であり、ついで首都ルサカ周辺で使用されるニャンジャ語（14.7%）、南部で使用されるトンガ語（11.4%）、西部で使用されるロジ語（5.5%）、東部で使用されるチェワ語（4.5%）と続く。北西部ではルンダ語も有力である。なお、2位のニャンジャ語と5位のチェワ語はほぼ同一の言語であり、相互の意思疎通が可能である。

### 宗教
ザンビア憲法の前文でキリスト教が国教とされ、国民の信仰する宗教は2010年にはキリスト教が95.5%を占め、そのうちプロテスタントが75.3%、カトリックが20.2%を占める。

### 教育
2015年の推計によれば、15歳以上の国民の識字率は63.4%（男性：70.9%、女性：56%）である2008年にはGDPの1.1%が教育に支出された。
主な高等教育機関としてザンビア大学（1966年設立）、カッパーベルト大学（1987年設立）がある。

### 保健
ザンビアにおける2017年のHIV感染者は推計で約110万人であり、感染率は11.5%である。ザンビア人の平均寿命は53歳（男性：51.4歳、女性：54.7歳）である。ザンビア国内で高度先進医療を提供する総合病院は、ルサカ市内のザンビア大学付属教育病院が著名。

## 文化

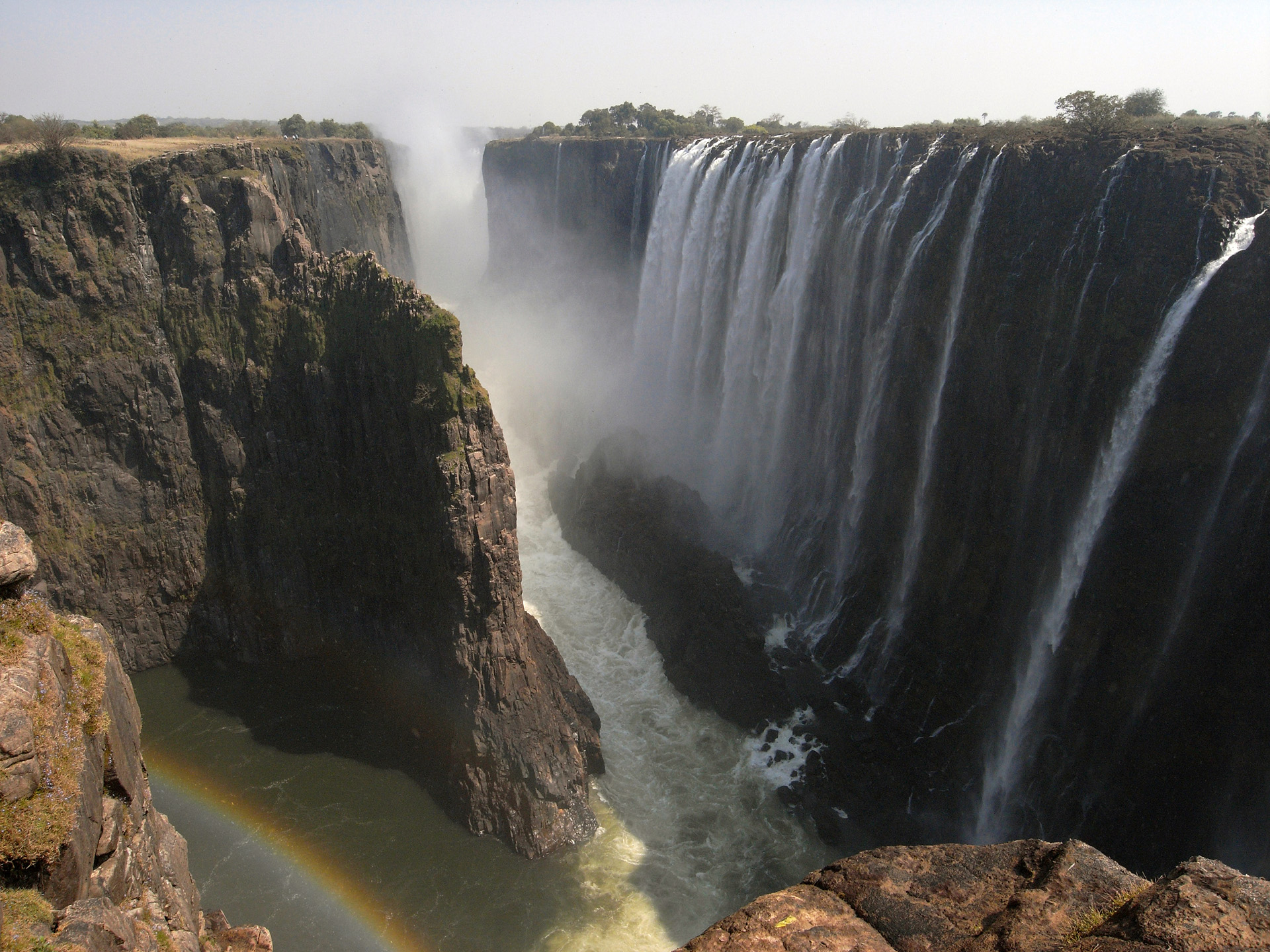
世界遺産の「ヴィクトリアの滝」はジンバブエとの国境にまたがる。

### 音楽
ザンビアの音楽は豊かな遺産があり、伝統音楽、ポピュラー音楽、キリスト教音楽のカテゴリーに大まかに分類される

### 世界遺産
ザンビア共和国内には、ユネスコの世界遺産リストに登録された自然遺産が1件存在する。

### 祝祭日
| 日付         | 日本語表記   | 現地語表記       | 備考 |
| ------------ | ------------ | ---------------- | ---- |
| 1月1日       | 元日         |                  |      |
| 3月第2月曜日 | 青年の日     | Youth Day        |      |
| 5月1日       | メーデー     |                  |      |
| 5月25日      | アフリカの日 | Africa Day       |      |
| 7月第1月曜日 | 英雄の日     | Heros' day       |      |
| 7月第1火曜日 | 統一の日     | Unity Day        |      |
| 8月第1月曜日 | 農民の日     |                  |      |
| 10月24日     | 独立記念日   | Independence Day |      |
| 12月25日     | クリスマス   |                  |      |

### スポーツ
サッカー
ザンビア国内でも他のアフリカ諸国同様に、サッカーが圧倒的に1番人気のスポーツとなっている。1962年にサッカーリーグのザンビアン・プレミアリーグが創設された。2019年には元Jリーガーの中町公祐が同リーグのZESCOユナイテッドFCへ移籍し、2021年以降はムトンド・スターズFC（2部）に所属している。
ザンビアサッカー協会（FAZ）によって構成されるサッカーザンビア代表は、1993年のガボン航空惨事により選手18名を失い、FIFAワールドカップ初出場を逃している。しかしアフリカネイションズカップにはこれまで16度の出場歴があり、2012年大会では初優勝に輝いている。